# Como la hiedra
Como la hiedra fue una telenovela argentina emitida en 1987 por Canal 9 Libertad protagonizada por Luisa Kuliok y Salvador Pineda.

## Guion
La telenovela fue escrita por Daniel Pandulfo y Jorge Cavanet, autor prolífico del género en la década de 1980 (Libertad condicionada, Me niego a perderte, Alta comedia). 

## Cortina musical
- Teresa Parodi interpreta "Por amarte busco el cielo" apertura de "Como la hiedra" en Youtube

## Elenco
El elenco estuvo conformado, entre otros, por Marcelo Alfaro, Alicia Aller, Juan Carlos Lamas, Alejandro Rodrigo como actuación especial, Alejandro Marcial, Emilia Mazer, Paquita Muñoz, Jorge Cáceres, Boris Rubaja, Lita Soriano, Mariana Karr, Paula Pourtalé y los primeros actores Julia Sandoval y Eduardo Rudy.